# 179 a.C.
Il 179 a.C. (CLXXIX a.C. in numeri romani) è un anno  del II secolo a.C.

## Eventi
- Terminata la costruzione del più antico ponte in pietra di Roma.
- I censori Marco Emilio Lepido e Marco Fulvio Nobiliore avviano la costruzione della Basilica Emilia (Roma).
- 23 dicembre - Lepido scioglie il voto fatto durante la guerra contro i Liguri e dedica il tempio di Giunone Regina nel Campo Marzio

## Nati
- Dong Zhongshu, filosofo cinese († 104 a.C.)
- Liu An, scrittore e geografo cinese († 122 a.C.)

## Morti
- Filippo V di Macedonia, re (n. 238 a.C.)